# 20600 Danieltse
20600 Danieltse è un asteroide della fascia principale. Scoperto nel 1999, presenta un'orbita caratterizzata da un semiasse maggiore pari a 2,7085130 UA e da un'eccentricità di 0,1168812, inclinata di 6,04178° rispetto all'eclittica.